# (34437) 2000 SF43
2000 SF43 (asteroide 34437) é um asteroide da cintura principal. Possui uma excentricidade de 0.08751660 e uma inclinação de 8.41730º.
Este asteroide foi descoberto no dia 26 de setembro de 2000 por Crni Vrh em Crni Vrh.